# Chamillionaire

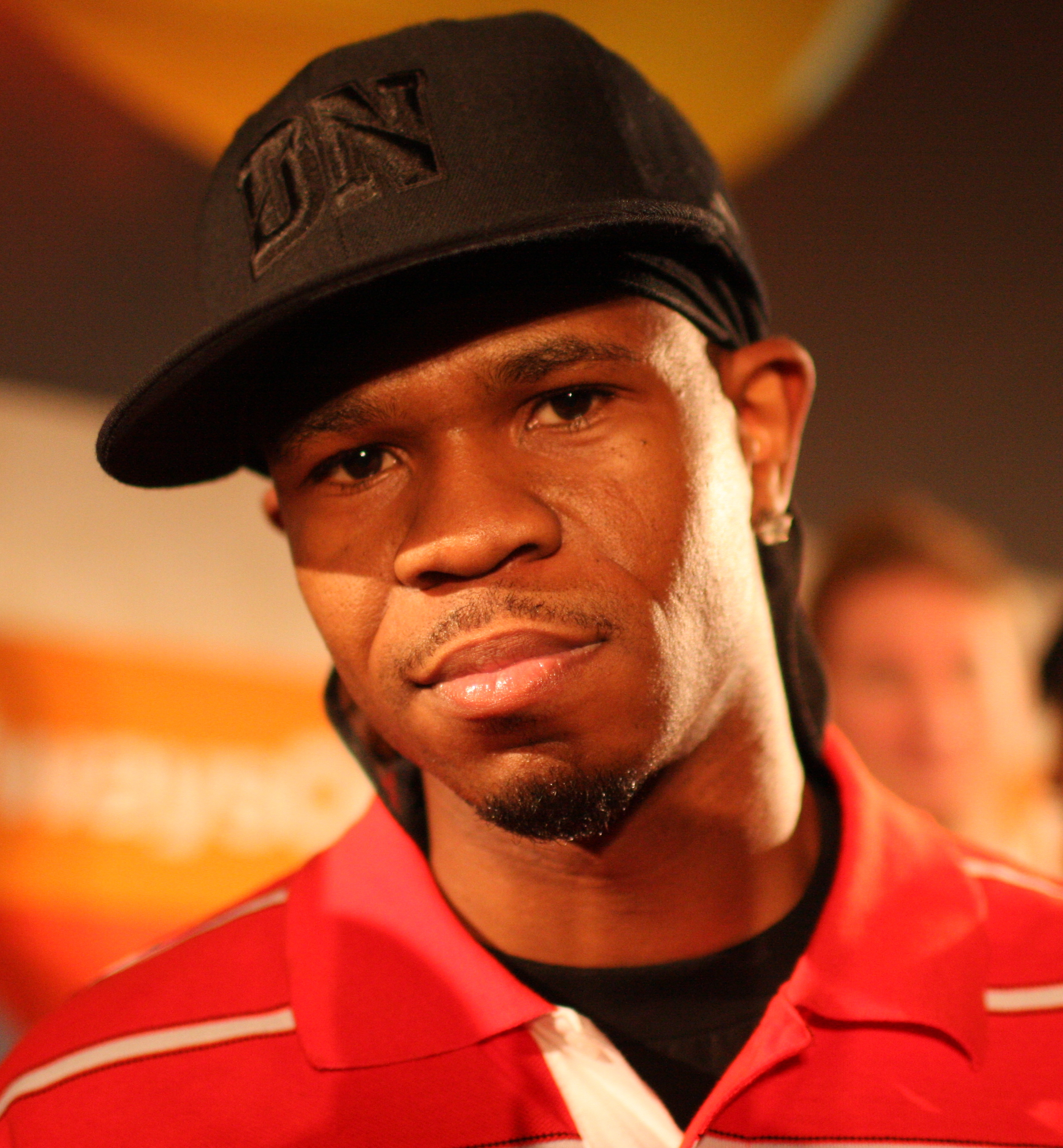
Chamillionaire (2008)

Chamillionaire [kəˈmɪljənɛɹ] (* 28. November 1979 in Houston, Texas; eigentlich Hakeem Seriki) ist ein US-amerikanischer Rapper. Er ist auch unter den Pseudonymen The Mixtape Messiah, King Koopa, Chamillitary Man, Colour Changin’ Lizard, Chamillinator und The Truth from Texas bekannt.

## Leben
Im Houstoner Fifth Ward wuchs er als Kind eines nigerianischen Muslims und einer Christin afroamerikanischer Abstammung auf. Er selbst bezeichnet sich als Christ.
Chamillionaire lebte in einem strengen Haushalt, in dem er nicht fluchen durfte. 
Chamillionaire war am Anfang seiner Karriere erst 15 Jahre alt und bildete ein Team mit Paul Wall; beide standen bei Swishahouse unter Vertrag. Innerhalb kurzer Zeit brachten die beiden Künstler zahlreiche Mixtapes heraus. Das gemeinsame Kollaboalbum "Get Ya Mind Correct" verkaufte sich independent 150 000 mal und brachte ihnen überregionalen Erfolg ein. Nach Unstimmigkeiten trennte sich Chamillionaire von Swishahouse – Paul Wall blieb dort – und gründete sein eigenes Label Chamillitary Entertainment.
Chamillionaires Debütalbum The Sound of Revenge wurde in Deutschland am 8. November 2005 veröffentlicht. Bekannt wurde er im Sommer 2005 mit dem Lied Turn It Up. Am 7. Januar 2006 wurde das Album The Sound of Revenge (Screwed and Chopped) in den USA veröffentlicht, gemixt von Chamillionaires DJ OG Ron C.
Am 8. September 2006 kam die Single Ridin’, die 2007 mit einem Grammy ausgezeichnet wurde, in Deutschland auf den Markt. Das dazugehörige Video gewann bei den MTV Video Music Awards 2006 in der Kategorie „Bestes Rapvideo“. Eine Parodie auf dieses Lied mit dem Titel White & Nerdy wurde von Weird Al Yankovic gesungen. Chamillionaire rappte auch für den Soundtrack des Spiels NBA Live 06 das „GrindTime“.
Kurz vor Weihnachten 2006 erschien The Mixtape Messiah Pt. 2. Dieses stellte Chamillionaire kostenlos im Internet zur Verfügung.
2007 erschien sein zweites Album Ultimate Victory, welches mit 215.000 verkauften Einheiten hinter den Erwartungen zurückblieb.
Der Rapper verdient neben der Musik auch durch ein Autohaus Geld. Dieses heißt Fly Rydes und ist in Houston ansässig.

## Chamillitary Entertainment
Chamillionaire gründete 2004 das Label Chamillitary Entertainment. Dieses gehört mit zu Universal. Er brachte über das Label seine ersten beiden Major-Alben heraus. Chamillionaire nahm bisher seine Brüder Rasaq und Yung Ro, sowie Tony Henry und Famous, welcher auf den Tonträgern Mixtape Messiah 2 und 3 sowie Ultimate Victory zu hören ist, unter Vertrag.

## Diskografie

### Studioalben
| Jahr | Titel                | Höchstplatzierung, Gesamtwochen, AuszeichnungChartplatzierungen (Jahr, Titel, Platzierungen, Wochen, Auszeichnungen, Anmerkungen) | Höchstplatzierung, Gesamtwochen, AuszeichnungChartplatzierungen (Jahr, Titel, Platzierungen, Wochen, Auszeichnungen, Anmerkungen) | Höchstplatzierung, Gesamtwochen, AuszeichnungChartplatzierungen (Jahr, Titel, Platzierungen, Wochen, Auszeichnungen, Anmerkungen) | Höchstplatzierung, Gesamtwochen, AuszeichnungChartplatzierungen (Jahr, Titel, Platzierungen, Wochen, Auszeichnungen, Anmerkungen) | Anmerkungen                              |
| Jahr | Titel                | DE | CH | UK | US | Anmerkungen                              |
| ---- | -------------------- | --- | --- | --- | --- | ---------------------------------------- |
| 2005 | The Sound of Revenge | DE100 (1 Wo.)DE | — | UK22 Gold · (14 Wo.)UK | US10 Platin · (46 Wo.)US | Erstveröffentlichung: 22. November 2005  |
| 2007 | Ultimate Victory     | — | CH65 (1 Wo.)CH | UK91 (1 Wo.)UK | US8 (8 Wo.)US | Erstveröffentlichung: 18. September 2007 |

### Kollaboalben
- 2002: Get Ya Mind Correct (mit Paul Wall)
- 2005: Controversy Sells (mit Paul Wall)
- 2005: Chamilltary (mit The Color Changin’ Click)
- 2006: GYMC: The Remix Album (mit Paul Wall)

### Mixtapes
- 2004: The Mixtape Messiah
- 2005: The Truth (mit DJ Whoo Kid)
- 2005: Man on Fire
- 2006: Mixtape Messiah 2
- 2006: Chamillitary Therapy
- 2007: Mixtape Messiah 3
- 2008: Mixtape Messiah 4
- 2008: Mixtape Messiah 5
- 2009: Hangin’ wit Mr. Koopa
- 2009: Mixtape Messiah 6
- 2009: I Am Legend: Greatest Verses
- 2009: Mixtape Messiah 7
- 2010: Major Pain
- 2011: Major Pain 1.5
- 2011: Badazz Freemixes
- 2011: Badazz Slow Mixes
- 2011: Badazz Freemixes 2
- 2014: Greatest Verses Vol. 2
- 2018: Greatest Verses 3

### EPs
- 2012: Ammunition
- 2013: Elevate
- 2013: Reignfall

### Singles
| Jahr | Titel Album                         | Höchstplatzierung, Gesamtwochen, AuszeichnungChartplatzierungen (Jahr, Titel, Album, Platzierungen, Wochen, Auszeichnungen, Anmerkungen) | Höchstplatzierung, Gesamtwochen, AuszeichnungChartplatzierungen (Jahr, Titel, Album, Platzierungen, Wochen, Auszeichnungen, Anmerkungen) | Höchstplatzierung, Gesamtwochen, AuszeichnungChartplatzierungen (Jahr, Titel, Album, Platzierungen, Wochen, Auszeichnungen, Anmerkungen) | Höchstplatzierung, Gesamtwochen, AuszeichnungChartplatzierungen (Jahr, Titel, Album, Platzierungen, Wochen, Auszeichnungen, Anmerkungen) | Höchstplatzierung, Gesamtwochen, AuszeichnungChartplatzierungen (Jahr, Titel, Album, Platzierungen, Wochen, Auszeichnungen, Anmerkungen) | Anmerkungen                                                                       |
| Jahr | Titel Album                         | DE | AT | CH | UK | US | Anmerkungen                                                                       |
| ---- | ----------------------------------- | --- | --- | --- | --- | --- | --------------------------------------------------------------------------------- |
| 2005 | Turn It Up The Sound of Revenge     | — | — | — | — | US41 Gold · (20 Wo.)US | Erstveröffentlichung: 3. September 2005 feat. Lil’ Flip                           |
| 2005 | Ridin’ The Sound of Revenge         | DE8 Platin · (19 Wo.)DE | AT13 (15 Wo.)AT | CH19 (12 Wo.)CH | UK2 Gold · (21 Wo.)UK | US1 ×4Vierfachplatin · (31 Wo.)US | Erstveröffentlichung: 12. November 2005 feat. Krayzie Bone                        |
| 2006 | Grown and Sexy The Sound of Revenge | — | — | — | UK35 (3 Wo.)UK | — | Erstveröffentlichung: 11. Juni 2006                                               |
| 2006 | Get Up Ciara: The Evolution         | DE29 (9 Wo.)DE | AT59 (5 Wo.)AT | CH17 (13 Wo.)CH | — | US7 Platin · (20 Wo.)US | Erstveröffentlichung: 25. Juli 2006 Ciara feat. Chamillionaire                    |
| 2006 | That Girl Priceless                 | — | — | — | — | US43 (14 Wo.)US | Erstveröffentlichung: 25. Juli 2006 Frankie J feat. Chamillionaire & Mannie Fresh |
| 2006 | King Kong Jibbs feat. Jibbs         | — | — | — | — | US54 (13 Wo.)US | Erstveröffentlichung: 27. Dezember 2006 Jibbs feat. Chamillionaire                |
| 2007 | Doe Boy Fresh Last 2 Walk           | — | — | — | — | US15 Gold · (22 Wo.)US | Erstveröffentlichung: 2. Januar 2007 Three 6 Mafia feat. Chamillionaire           |
| 2007 | Hip Hop Police Ultimate Victory     | DE46 (6 Wo.)DE | — | — | UK50 (7 Wo.)UK | — | Erstveröffentlichung: 21. Juli 2007 Chamillionaire feat. Slick Rick               |
| 2009 | Good Morning –                      | — | — | — | — | US40 (3 Wo.)US | Erstveröffentlichung: 13. Oktober 2009                                            |

Weitere Singles
- 2007: Not a Criminal
- 2007: The Bill Collecta
- 2007: Industry Groupie
- 2009: Creepin’ Solo (feat. Ludacris)
- 2009: I’m So Gone (Patron) (feat. Bobby Valentino)
- 2010: The Main Event (feat. Paul Wall, Slim Thug und Dorrough)
- 2010: Make a Movie (feat. Twista)
- 2011: When Ya On (feat. Nipsey Hussle)
- 2011: This My World
- 2011: Charlie Sheen
- 2011: Passenger Seat
- 2012: Show Love
- 2013: Overnight
- 2013: Slow Loud & Bangin’

## Auszeichnungen für Musikverkäufe
| Goldene Schallplatte - Dänemark - 2007: für die Single Ridin’ - 2021: für die Single Hip Hop Police - Neuseeland - 2006: für die Single Ridin’ - 2022: für das Album The Sound of Revenge - Schweden - 2006: für die Single Ridin’ | Platin-Schallplatte - Brasilien - 2024: für die Single Ridin’ 6× Platin-Schallplatte - Kanada - 2007: für die Single Ridin’ |

Anmerkung: Auszeichnungen in Ländern aus den Charttabellen bzw. Chartboxen sind in ebendiesen zu finden.
| Land/RegionAuszeichnungen für Musikverkäufe (Land/Region, Auszeichnungen, Verkäufe, Quellen) | Gold     | Platin       | Verkäufe  | Quellen                       |
| -------------------------------------------------------------------------------------------- | -------- | ------------ | --------- | ----------------------------- |
| Brasilien (PMB)                                                                              | —        | Platin1      | 60.000    | pro-musicabr.org.br           |
| Dänemark (IFPI)                                                                              | 2× Gold2 | —            | 52.500    | ifpi.dk                       |
| Deutschland (BVMI)                                                                           | —        | Platin1      | 300.000   | musikindustrie.de             |
| Kanada (MC)                                                                                  | —        | 6× Platin6   | 240.000   | musiccanada.com               |
| Neuseeland (RMNZ)                                                                            | 2× Gold2 | —            | 12.500    | aotearoamusiccharts.co.nz NZ2 |
| Schweden (IFPI)                                                                              | Gold1    | —            | 10.000    | ifpi.se                       |
| Vereinigte Staaten (RIAA)                                                                    | 2× Gold2 | 6× Platin6   | 7.000.000 | riaa.com                      |
| Vereinigtes Königreich (BPI)                                                                 | 2× Gold2 | —            | 800.000   | bpi.co.uk                     |
| Insgesamt                                                                                    | 9× Gold9 | 14× Platin14 |           |                               |